# سیارک ۱۰۷۰۵۲
سیارک ۱۰۷۰۵۲ (به انگلیسی: 107052 Aquincum، نامگذاری:2001AQ) صد و هفت هزار و پنجاه و دومین سیارک کشف شده‌است که در ۱ ژانویه ۲۰۰۱ کشف شد.